# Emil Laursen
Emil Laursen (født 23. september 1970) er en tidligere dansk fodbolddommer, der fra sæsonen 2000/2001 til 2011/12 dømte i den danske Superliga. 
I perioden 2002-2007 fungerede Laursen som FIFA-dommer under det internationale fodboldforbund, hvor det blev til 21 opgaver som dommer og 36 opgaver som fjerdedommer i internationale kampe. I hans sidste sæson som international dommer blev det kun til en enkelt kamp i UEFA's Intertoto Cup, hvorefter han blev erstattet af Lars Christoffersen. 
Emil Laursen, der tog sit dommerkort som 15 årig, er søn af den tidligere danske topdommer Carl Laursen, der dømte i den bedste danske fodboldrække indtil 1993. Privat er Emil Laursen bosat på Sjælland og ansat som afdelingschef i en bank.  Han meddelte i 2012, at han stoppede sin dommerkarriere for at koncentrere sig om sin erhvervskarriere.